# Yi Pom-sok
Yi Pom-sok (kor. 李範奭; ur. 20 października 1900 w Hanseong, zm. 11 maja 1972 w Seulu) – południowokoreański polityk i wojskowy (generał). Pierwszy premier tego kraju, sprawujący swój urząd od 31 lipca 1948 do 20 kwietnia 1950 r. Bezpartyjny.